# Alphonse Nicole
Pour les articles homonymes, voir Nicole.
Alphonse Nicole, né Alphonse Marie Ferdinand Nicole le 5 octobre 1789 à Duillier et mort le 9 février 1874 à Trélex, est un accusateur public, un juge et une personnalité politique suisse,.

## Biographie
De confession protestante, originaire de Nyon et de Trélex, Alphonse Nicole est le fils de Claude Etienne François Nicole, avocat et député au Grand Conseil vaudois, et de Jeanne Marie Moultou. Il épouse en 1825 Louise Pétronille Du Pan. Il obtient en 1812 un doctorat en droit à l'Université de Tübingen avant d'exercer comme avocat à Nyon. Nommé accusateur public en chef du canton de Vaud en 1818, il est destitué en 1819, cette fonction ayant été considérée par le Conseil d'État comme incompatible avec celle de député au Grand Conseil. Il est nommé juge au tribunal d'appel en 1830.

### Parcours politique
Membre du Parti libéral, Alphonse Nicole est député au Grand Conseil vaudois de 1814 à 1835. Il est en parallèle vice-président, en 1831, de l'assemblée constituante nommée pour réviser la Constitution vaudoise et député à la Diète fédérale extraordinaire de Lucerne en 1832. Il refuse deux fois son élection au Conseil d'État, en 1832 et en 1834, avant de se retirer de la vie publique en 1835,.